# 용어 색인
용어 색인은 철자법 순서대로 책이나 저서에서 서술된 주요 단어를 명시하는 것을 말한다. 콘코던스(concordance)라고도 한다. 컴퓨터를 사용하기 이전 시대에는 용어 색인 작업이 매우 까다롭고 시간이 오래 걸리는 일이었으므로 아주 중요한 단어에 관한 부분만을 별도로 표시했다. 성경이나 꾸란과 셰익스피어의 작품도 각각의 용어 색인을 갖고 있었다.
컴퓨터를 사용하는 현재에 와서도 용어 색인을 종이나 컴퓨터 프로그램으로 만드는 일에는 수작업이 상당히 많이 필요하다. 이는 보통 추가적인 설명이나 보충, 정의를 써야하는 데다 용어 색인을 주제별, 특정 인물별로 분류하는 경우가 생기기도 하기 때문이다. 용어 색인을 주제별로 볼 수 있게 따로 정리하는 방식도 있으므로 컴퓨터가 모든 용어 색인을 구분짓는 과정은 아직까지는 요원하다.
그러나 워드프로세싱 작업을 통해 검색 기능이 훨씬 강화되었으므로 기본적인 용어 색인 편집 작업과 가 부분에 있어 다방면에 효율적인 면모가 강조된 것은 사실이다.

## 언어학
언어학에서 용어 색인은 문장을 연구하는 데 다방면에 걸쳐 사용된다.
- 같은 단어의 다른 상황에서의 사용 비교
- 주요 단어 분석
- 단어 사용 빈도 분석
- 관용구와 구절 분석하기
- 용어집이나 문장에서 나타나는 추가적인 요소를 중심으로 한 번역 연구
- 용어 색인이나 단어 순서를 출판에 용이하도록 편집하기

## 같이 보기
- 상호참조
- 색인
- 텍스트 마이닝